# Яса (циклон)
Циклон «Яса» (англ. Cyclone Yasa) — другий сильний тропічний циклон 5 категорії у 2020 році після Гарольда в сезоні південнотихоокеанських циклонів 2019—2020 років.
Система поступово рухалася південною частиною Тихого океану, проходячи через невелику повільну петлю, одночасно швидко посилюючись. Приблизно через добу він став сильним тропічним циклоном категорії 5 за шкалою Австралії, а через кілька годин — циклоном, еквівалентним категорії 5 за шкалою Саффіра-Сімпсона, з 1-хвилинним тривалим вітром 260 км/год (160 миль/год).) і мінімальний тиск 917 гПа (27,1 дюйма рт. ст.). Це зробило Ясу найранішим тропічним циклоном 5 категорії як за австралійською шкалою, так і за шкалою Саффіра-Сімпсона в південно-тихоокеанському басейні з початку надійних записів, побивши старий рекорд циклону Зої у 2002—2003 роках.
Яса зберіг свою інтенсивність і стала більш чіткою на супутникових зображеннях, коли вона опускалася на Фіджі. На всю країну було надіслано звернення прем'єр-міністра Френка Байнімарами щодо підготовки до шторму. Судноплавство було припинено, а рибалкам порадили не виходити в море через побоювання, що Яса може їх поранити або вбити. Було видано кілька попереджень, у тому числі про сильний дощ, сильний вітер і попередження про повінь. Невдовзі вся Фіджі опинилася під попередженнями про наближення Яси. Попередження про сильний вітер було оголошено для Вануату, оскільки вітрове поле шторму досягло країни. Удари почали відчуватися в середині дня 16 грудня, коли села в Малоло і Ясава почали відчувати вітер і дощ Яси. Станом на 22 грудня в постраждалих районах розпочинається відновлення сполучення. Транспортне сполучення було ускладнено, оскільки через повалені дерева, лінії електропередач і повені в країні закрито 72 дороги. На більшій частині країни пройшов сильний дощ. Підтверджено чотирьох загиблих, одна людина вважається зниклою безвісти. Оцінки збитків на Фіджі були розраховані на мінімальну загальну суму 500 мільйонів доларів Фіджі, або 246,7 мільйонів доларів США (2020 доларів США).